# Aissuak
Aissuak (en rus: Айсуак) és un poble de Baixkíria, a Rússia, que en el cens del 2010 tenia 1.123 habitants. Pertany al districte de Iermolàievo.